# Macrohymenium
Macrohymenium là một chi rêu trong họ Sematophyllaceae.